# 行き所のない駒
行き所のない駒（いきどころのないこま）とは、将棋における、終局時まで自分の駒を一切動かすことが出来ない状況におく着手のこと。将棋の禁じ手の一つである。

## 概要
| 9  | 8  | 7  | 6  | 5  | 4 | 3 | 2  | 1  |    |
| 圭 |    | 桂 | 香 | 歩 |   |   | と | 銀 | 一 |
|    | 桂 |    |    |    |   |   | 龍 | と | 二 |
|    |    |    |    |    |   |   |    |    | 三 |
|    |    |    |    |    |   |   |    |    | 四 |
|    |    |    |    |    |   |   |    |    | 五 |
|    |    |    |    |    |   |   |    |    | 六 |
|    |    |    |    |    |   |   |    |    | 七 |
|    |    |    |    |    |   |   |    |    | 八 |
|    |    |    |    |    |   |   |    |    | 九 |

| 9 | 8  | 7  | 6  | 5  | 4 | 3 | 2  | 1  |    |
|   |    |    |    |    |   |   | と |    | 一 |
|   |    |    |    | 歩 |   |   | 龍 | と | 二 |
|   | 桂 |    |    |    |   |   |    |    | 三 |
|   |    | 桂 |    |    |   |   |    |    | 四 |
|   |    |    |    |    |   |   |    |    | 五 |
|   |    |    |    |    |   |   |    |    | 六 |
|   |    |    |    |    |   |   |    |    | 七 |
|   |    |    |    |    |   |   |    |    | 八 |
|   |    |    | 香 |    |   |   |    |    | 九 |

敵陣一段目に歩兵・香車、敵陣一・二段目に桂馬を成らずに進めたり、打ったりする着手は反則負けとなる。盤上のそれらの駒をその地点に進める場合は、自動的に成らなければならない。このルールは二代大橋宗古が考案した。
上の図1で▲5一歩・▲6一香・▲7一桂・▲8二桂は、相手に取られて持ち駒とならない限り絶対に動かすことが出来ない。このような状態（「死に駒」ともいう）になるのを禁じるルールである。例えば、図2の局面から▲5一歩不成・▲6一香不成・▲7一桂不成・▲8二桂不成・▲6一香打・▲7一桂打・▲8二桂打などといった手を指すと、図1の状態になるので禁じ手となる。▲9一桂成のように成駒になれば、以降も動かせるため問題ない。
図1の▲1一銀は今現在は動かせないが、▲2二の龍を移動させることにより動かせるようになる。このように、今後の指し方によって動かすことができる場合には禁じ手ではない。
プロの公式戦の記録では、実際に行き所のない駒を打ったり、不成で行き所のない場所に駒を進めたりして反則負けになった事例は2022年現在皆無である。

## 詰将棋における行き所のない駒
| 9  | 8  | 7 | 6  | 5  | 4  | 3 | 2  | 1  |    |
| 飛 | 銀 |   |    | 香 |    |   | 銀 | 飛 | 一 |
| 角 | 銀 |   |    | 歩 |    |   | 銀 | 角 | 二 |
| 金 | 金 |   |    |    |    |   | 金 | 金 | 三 |
|    |    |   |    |    |    |   |    |    | 四 |
|    |    |   |    |    |    |   |    |    | 五 |
|    |    |   |    | 王 |    |   |    |    | 六 |
|    |    |   |    |    |    |   |    |    | 七 |
|    |    |   |    |    |    |   |    |    | 八 |
|    |    |   | 香 |    | 香 |   |    |    | 九 |

詰将棋の基本的なルールは将棋に準ずるため、行き所のない駒を作る手は認められない。
攻め方の手においては、行き所のない駒は王手をかけることが出来ないのでそのような着手自体がほぼない（動かした駒以外で王手をかける開き王手の場合のみあり得る。ただし、前述の通り着手として成立はしない）。玉方の手においては、合駒の制限という形でこのルールが重要になる場合がある。
右の問題において、その他の駒は盤面上及び攻め方の持ち駒で全て使われているので、玉方の持駒は桂馬と歩兵のみである。単に▲5九香とすると△5七桂と防がれてしまうが、▲5七歩△同玉▲5九香とすると、△5八桂は行き所のない駒、△5八歩は二歩であるためどちらも打てずこのまま詰みになる。最終手の合駒を制限するというケースは、スーパー詰将棋で使用されることがある。
手順の途中で合駒に制限をかける例としては、8段目に後手が桂馬を打てないので歩の合駒を強要する問題（上田吉一作（詰将棋パラダイス1972年5月号）・愛上夫作（詰棋めいと2号）など）や、7種類の合駒を発生させるために9段目で王手をかけて強力な駒を合駒させる問題（深井一伸作「七対子」（詰将棋パラダイス1981年12月号）・添川公司作「大航海」（近代将棋1992年3月号））などがある。
合駒が絡まない問題の例としては、二上達也の作品に「打ち歩詰め誘致のために成らないで動く香車を最下段まで誘致して成りを強要する」という作品がある（『将棋魔法陣』18番）。

## その他の将棋類について
チェスのポーンは最前列まで進めると行き所がなくなるが、ルールにより必ず成らないといけない（プロモーション）。マークルックのビアは敵陣の3段目に入ると、裏返してビアガーイと呼ばれる駒に成る。シャンチーの卒は敵陣の5段目に入ると、横への移動が自動的に可能になる。チャンギの卒は最初から横に進むことができる。よって、これらのゲームには行き所のない駒は存在しない。
大大将棋での香車のように、成ることが出来ないために行き所がなくなってしまう駒も存在する。また、摩訶大大将棋や泰将棋では敵駒を取った場合にしか成れないため、これらの将棋でも香車などの駒は、敵駒を取らずに盤面の端に到達すると行き所がなくなってしまう。さらには石将→奔石のように生の状態でも成っても横や後ろ方面へ動けないため、盤面の端で行き所がなくなってしまう駒も存在する。一方でどうぶつしょうぎでは、歩兵に相当する「ひよこ」を1段目に打つことができ、勝つために1段目のひよこ打ちが有効な場面も存在する。